# Eudistoma repens
Eudistoma repens is een zakpijpensoort uit de familie van de Polycitoridae. De wetenschappelijke naam van de soort is voor het eerst geldig gepubliceerd in 1977 door Millar.